# Porropis flavifrons
Porropis flavifrons är en spindelart som beskrevs av Ludwig Carl Christian Koch 1876. Porropis flavifrons ingår i släktet Porropis och familjen krabbspindlar.
Artens utbredningsområde är Queensland. Inga underarter finns listade i Catalogue of Life.